# Psammogorgia
Psammogorgia is een geslacht van neteldieren uit de klasse van de Anthozoa (bloemdieren).

## Soorten
- Psammogorgia anastomosans Stiasny, 1935
- Psammogorgia arbuscula (Verrill, 1866)
- Psammogorgia fucosa (Valenciennes, 1846)
- Psammogorgia geniculata Studer, 1878
- Psammogorgia gracilis Verrill, 1868
- Psammogorgia hookeri Breedy & Guzman, 2014
- Psammogorgia nodosa Kükenthal, 1919
- Psammogorgia plexauroides Ridley, 1888
- Psammogorgia ridleyi Thomson & Simpson, 1909
- Psammogorgia schoedei Kükenthal, 1919
- Psammogorgia simplex Nutting, 1909
- Psammogorgia teres Verrill, 1868
- Psammogorgia torreyi Nutting, 1909
- Psammogorgia variabilis Studer, 1894